# Museo Judío de Oslo
El Museo Judío de Oslo es un museo de historia judía ubicado en Oslo sobre la historia y la cultura de los judíos noruegos.
El museo fue inaugurado por Haakon Magnus de Noruega el 8 de septiembre de 2008. La ubicación fue elegida en un distrito donde se concentraba parte de la población judía de la ciudad. Se construyó una sinagoga en la misma calle desde 1921 hasta 1942 y muchos judíos que emigraron a Noruega desde los países bálticos se establecieron en las cercanías.
En 2014, el museo obtiene el premio Museumforbundet, mejor museo del año.